# 謝幾卿
謝幾卿（5世紀—6世紀），陳郡陽夏人，南北朝南齊、南梁官員與文學家。
謝幾卿是劉宋臨川內史謝靈運的後裔，他自幼思路清晰，獲當時的人稱為神童。後來父親謝超宗因事連坐調職到越州，經過新亭渚，謝幾卿不忍心辭別就跳河，旁人立刻營救才不至溺水。父親去世，他哀傷超過禮儀，服喪完畢後得召補國子生。文惠太子親自主考，對祭酒王儉說：「謝幾卿擅長玄理，可以用經義考問。」王儉承旨發問，謝幾卿作答順暢，沒有遲疑，文惠太子大為讚賞。王儉對人說：「謝超宗沒有死啊。」長大後的謝幾卿個性好學，涉獵多方面而有文采，從豫章王國常侍起家，遷任車騎法曹行參軍、相國祭酒，外任寧國縣令，入朝補尚書殿中郎、太尉晉安王蕭寶義的主簿。南梁天監初年，他除授征虜將軍鄱陽王蕭恢的記室、尚書三公侍郎，不久轉為治書侍御史；以前郎官轉任此官職，都被認為要南行，謝幾卿於是覺得失意多稱病，不理御史台事務，再改任散騎侍郎，累遷中書侍郎、國子博士、尚書左丞。
他詳細了解歷史，僕射徐勉一有疑問就會詢問他，然而他不拘小節，隨心行事，沒遵從朝廷法令。曾經因為參與宴會沒有喝醉，在路邊酒館提起車上布條和養馬人對酒，大量路人圍觀，但他處之泰然；之後因為於晚上在官署穿著短褲和門生飲酒免任官職。不久朝廷起用他為國子博士，除授河東太守，未任滿因久病解任；又任職太子率更令，遷轉鎮衛將軍南平王蕭偉的長史。普通六年（525年），朝廷下詔差遣領軍將軍西昌侯蕭淵藻督導軍隊北伐，謝幾卿上啟請求同行，因此擢升為軍師長史，加威戎將軍。臨行前他和徐勉告別，徐勉說：「以前淮淝之役，你祖先謝玄曾立下大功勞，這次你會如何？」他回答：「你也比你的祖先優勝，我亦不需要愧對祖先。」徐勉默然。之後軍隊在渦陽敗退，他坐事被免官。
謝幾卿住在白楊石井，在朝中和他友好的人帶酒來喝，賓客滿座；其時尚書左丞庾仲容亦被免官歸鄉，兩人意志相投，肆意放誕，乘搭無帷蓋的車子遊覽郊野，喝醉就拿起樂器唱歌，不理會旁人議論；湘東王蕭繹在荊州鎮守，寫信勸勉謝幾卿。謝幾卿雖然不保持操行，但家門和睦，兄長謝才卿早逝，留下兒子謝藻，他就好好撫養謝藻。謝藻長大，歷任清官公府祭酒、主簿，都是他教導勸誡的結果，獲得世人稱頌。謝幾卿未及提拔就病逝，遺下文集傳世。

## 家族
- 七世祖東晉太常卿謝裒[2]
- 六世祖安西將軍、豫州刺史謝奕[2]
- 五世祖東晉車騎將軍、開府儀同三司謝玄[2]
- 高祖父東晉秘書郎謝瑍[2]
- 曾祖父劉宋臨川內史謝靈運[1][2]
- 祖父謝鳳[2]
- 父親南齊竟陵王征北諮議謝超宗[1][2]

## 引用
1. 1 2 3 4  《梁書·卷五十·列傳第四十四》：謝幾卿，陳郡陽夏人。曾祖靈運，宋臨川內史；父超宗，齊黃門郎；並有重名於前代。幾卿幼清辯，當世號曰神童。後超宗坐事徙越州，路出新亭渚，幾卿不忍辭訣，遂投赴江流，左右馳救，得不沉溺。及居父憂，哀毀過禮。服闋，召補國子生。齊文惠太子自臨策試，謂祭酒王儉曰：「幾卿本長玄理，今可以經義訪之。」儉承旨發問，幾卿隨事辨對，辭無滯者，文惠大稱賞焉。儉謂人曰：「謝超宗爲不死矣。」
2. 1 2 3 4 5 6 7 8 9  《南史·卷十九·列傳第九》：谢晦，字宣明，陈郡阳夏人，晋太常裒之玄孙也。裒子奕、据、安、万、铁，并著名前史。……謝靈運，安西將軍奕之曾孫而方明從子也。祖玄，晉車騎將軍。父瑍，生而不慧，位秘書郎，早亡。……靈運子鳳，坐靈運徙嶺南，早卒。鳳子超宗。……明年，超宗門生王永先又告超宗子才卿死罪二十餘條。……才卿弟幾卿，清辯，時號神童。超宗徙越嶲，詔家人不得相隨。幾卿年八歲，別父于新亭，不勝其慟，遂投于江。超宗命估客數人入水救之，良久湧出，得就岸，瀝耳目口鼻，出水數斗，十餘日乃裁能言。居父憂哀毀過禮。年十二，召補國子生。齊文惠太子自臨策試，謂王儉曰：「幾卿本長玄理，今可以經義訪之。」儉承旨發問，幾卿辯釋無滯，文惠大稱賞焉。儉謂人曰：「謝超宗為不死矣。」
3. ↑  《梁書·卷五十·列傳第四十四》：旣長好學，博涉有文采。起家豫章王國常侍，累遷車騎法曹行參軍、相國祭酒。出爲寧國令，入補尚書殿中郎、太尉晉安王主簿。天監初，除征虜鄱陽王記室、尚書三公侍郎，尋爲治書侍御史。舊郎官轉爲此職者，世謂爲南奔。幾卿頗失志，多陳疾，臺事略不復理。徙爲散騎侍郎，累遷中書郎、國子博士、尚書左丞。
4. ↑  《南史·卷十九·列傳第九》：及長，博學有文采。仕齊為大尉晉安王主簿。梁天監中，自尚書三公郎為書侍御史。舊郎官轉為此職者，世謂之南奔。幾卿頗失志，多陳疾，台事略不復理。累遷尚書左丞。
5. ↑  《梁書·卷五十·列傳第四十四》：幾卿詳悉故實，僕射徐勉每有疑滯，多詢訪之。然性通脫，會意便行，不拘朝憲。嘗預樂游苑宴，不得醉而還，因詣道邊酒壚，停車褰幔，與車前三騶對飲，時觀者如堵，幾卿處之自若。後以在省署，夜著犢鼻褌，與門生登閣道飲酒酣嘑，爲有司糾奏，坐免官。尋起爲國子博士，俄除河東太守，秩未滿，陳疾解。尋除太子率更令，遷鎮衛南平王長史。普通六年，詔遣領軍將軍西昌侯蕭淵藻督衆軍北伐，幾卿啓求行，擢爲軍師長史，加威戎將軍。軍至渦陽退敗，幾卿坐免官。
6. ↑  《南史·卷十九·列傳第九》：幾卿詳悉故實，僕射徐勉每有凝滯，多詢訪之。然性通脫，會意便行，不拘朝憲。嘗預樂游苑宴，不得醉而還，因詣道邊酒壚，停車褰幔，與車前三騶對飲。時觀者如堵，幾卿處之自若。後以在省署夜著犢鼻褌，與門生登閣道飲酒酣呼，為有司糾奏，坐免。普通六年，詔西昌侯藻督眾軍北侵，幾卿啟求行，擢為藻軍師長史。將行，與僕射徐勉別，勉云：「淮、淝之役，前謝已著奇功，未知今謝何如？」幾卿應聲曰：「已見今徐勝於前徐，後謝何必愧于前謝。」勉默然。軍至渦陽退敗，幾卿坐免官。
7. ↑  《梁書·卷五十·列傳第四十四》：居宅在白楊石井，朝中交好者載酒從之，賓客滿坐。時左丞庾仲容亦免歸，二人意志相得，並肆情誕縱，或乘露車歷遊郊野，旣醉則執鐸輓歌，不屑物議。湘東王在荊鎮，與書慰勉之。幾卿雖不持檢操，然於家門篤睦。兄才卿早卒，其子藻幼孤，幾卿撫養甚至。及藻成立，歷清官公府祭酒、主簿，皆幾卿獎訓之力也。世以此稱之。幾卿未及序用，病卒。文集行於世。
8. ↑  《南史·卷十九·列傳第九》：居白楊石井宅，朝中交好者載酒從之，客恒滿坐。時左丞庾仲容亦免歸，二人意相得，並肆情誕縱，或乘露車歷遊郊野，醉則執鐸輓歌，不屑物議。湘東王繹在荊鎮與書慰勉之。後為太子率更令。放達不事容儀。性不容非，與物多忤，有乖己者，輒肆意罵之，退無所言。遷左丞。僕射省嘗議集公卿，幾卿外還，宿醉未醒，取枕高臥，傍若無人。又嘗於閣省裸袒酣飲，及醉小遺，下沾令史，為南司所彈，幾卿亦不介意。轉左光祿長史。卒，文集行於世。幾卿雖不持檢操，然於家門篤睦。兄才卿早卒，子藻幼孤，幾卿撫養甚至。及藻成立，歷清官，皆幾卿獎訓之力也。

## 延伸阅读
[在维基数据编辑]
 《梁書·卷50》，出自姚思廉《梁書》